# Bastøy

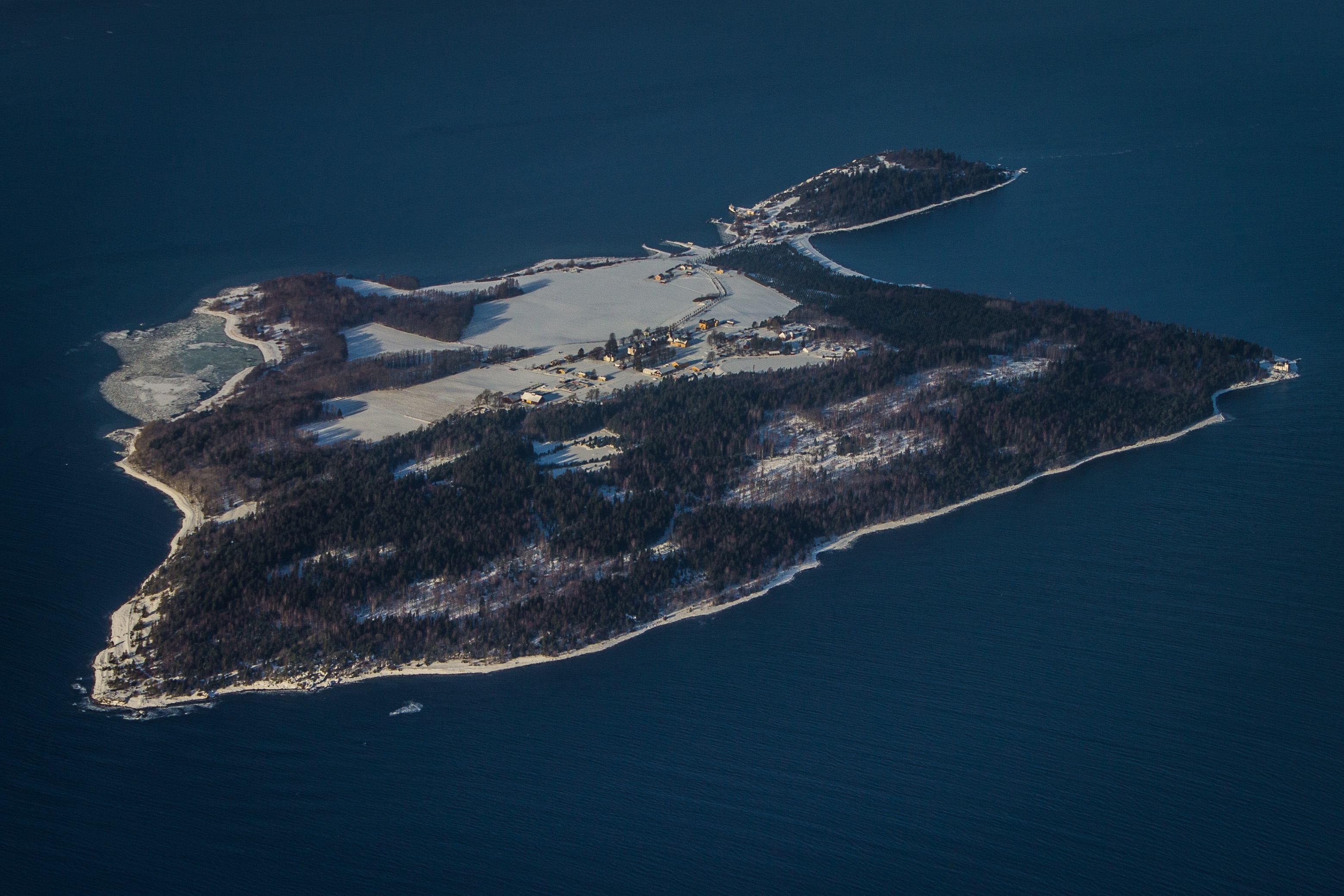
Bastøy, met in het midden de gevangenis

Bastøy is een eiland in het Oslofjord in Noorwegen, dat zowel een officieel natuurgebied als een gevangenis is. Het eiland is bijna drie km lang en heeft een omtrek van 7,5 kilometer. De samenstelling van de groep gevangenen is een afspiegeling van de populatie gevangenen in Noorwegen. Naast hoogopgeleide witteboordencriminelen zitten er dealers, junks, bankovervallers, zedendelinquenten, geweldplegers en moordenaars. Over het algemeen betreft het dus langgestraften die maximaal vijf jaar op Bastøy verblijven.
Om het eiland staat geen hek, maar ontsnappingen zijn redelijk zeldzaam. Het strand aan de lagune is openbaar gebied. Behalve de gevangenen telt het eiland 26 bewakers en 38 andere personeelsleden. Elke werkdag om 15.00 uur verlaat het personeel het eiland. De gevangenen blijven dan achter met slechts vijf bewakers. Ook in de weekenden zijn de gevangenen zelf verantwoordelijk voor de gang van zaken op het eiland.
De meeste gevangenen wonen in groepjes van zes bijeen in vrijstaande huizen. Ze hebben ieder een eigen kamer die ze zelf inrichten en waar ze zelf de sleutel van hebben. Ze treffen elkaar in een gemeenschappelijke woonkamer. Er zijn enkele kleinere huizen voor één persoon en er zijn twee grote woonhuizen waar respectievelijk 16 en 19 mannen wonen.
De gevangenen runnen zo veel mogelijk zelf de bedrijven die op het eiland gevestigd zijn. Er is bos- en tuinbouw, runderteelt, een paarden- en een schapenfokkerij. Men vangt er vis met een eigen vissersboot. Er is een constructiewerkplaats en een timmerwerkplaats, een wasserij en een bibliotheek. Er is een kleine busonderneming en een veerdienst naar de vaste wal. Een keuken verzorgt de maaltijden voor twee kantines, waar de gevangenen eenmaal per dag samen warm eten. De overige maaltijden bereiden ze zelf in hun eigen woning.
Bezoek wordt ontvangen in bungalows. Het uitgangspunt van de gevangenis is dat de meeste misdadigers kunnen en willen veranderen, mits je hen eigen verantwoordelijkheden geeft en het aandurft hen als gelijken te behandelen.
Het eiland is in 2007 officieel erkend als een ecologische gemeenschap en is daarmee de eerste milieuvriendelijke
gevangenis ter wereld. Het afval wordt gescheiden en voor honderd procent gerecycleerd. Er is geen uitstoot van CO2. De weinige auto’s, tractoren en bussen rijden op biodiesel, er wordt zo veel mogelijk gewerkt met paardenkracht.
In de elf jaar dat de gevangenis bestaat, zijn twee mannen gevlucht. De recidive op Bastøy bedraagt 16 procent. Er loopt een langdurig wetenschappelijk onderzoek van de Universiteit van Oslo naar dit cijfer. Voor heel Noorwegen is de recidive 20  procent. Recidive bedraagt in Nederland 47 procent.
In 2010 kwam er zowel een documentaire uit van Michiel Kapteijns over het huidige Bastøy (Bastøy the Movie-Documentary), alsook een film van Marius Holst die gebaseerd is op de waargebeurde rebellie van de jeugdige gedetineerden in 1915, Kongen av Bastøy (De koning van Bastøy). 